# Milton Meléndez
Milton Antonio „Tigana” Meléndez Cornejo (ur. 3 sierpnia 1967 w San Salvador) – salwadorski piłkarz występujący na pozycji ofensywnego pomocnika lub napastnika, reprezentant Salwadoru, trener piłkarski.